# Nolina atopocarpa
Nolina atopocarpa är en sparrisväxtart som beskrevs av Harley Harris Bartlett. Nolina atopocarpa ingår i släktet Nolina och familjen sparrisväxter.
Artens utbredningsområde är Florida. Inga underarter finns listade i Catalogue of Life.

## Bildgalleri

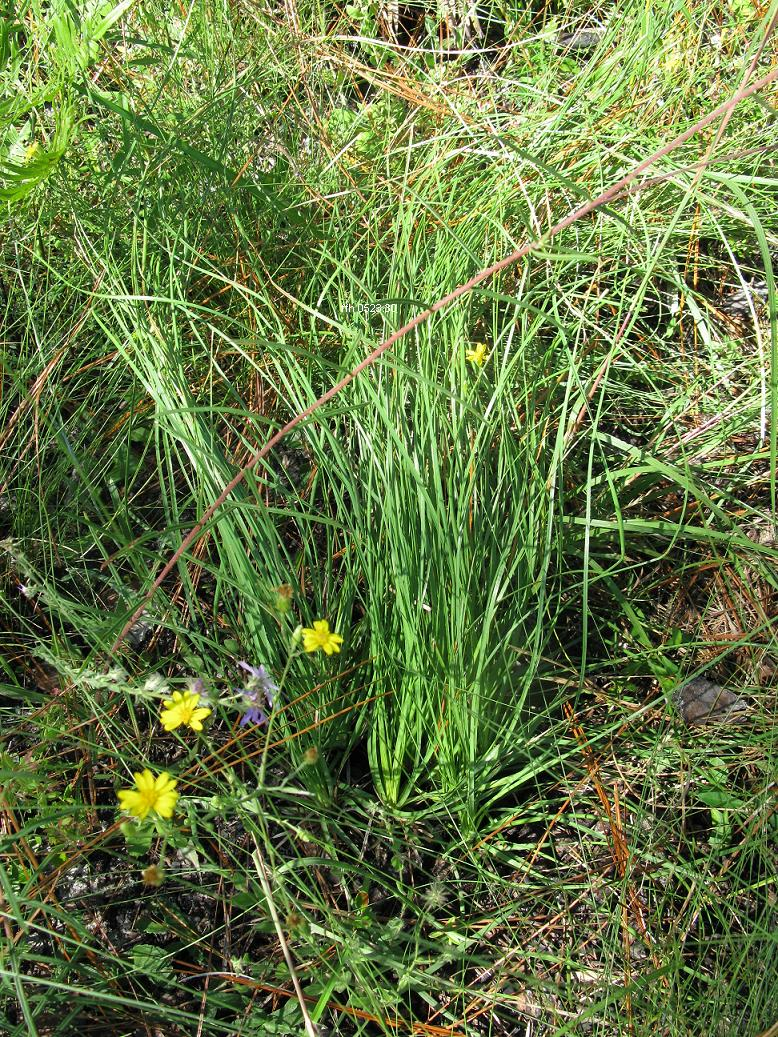
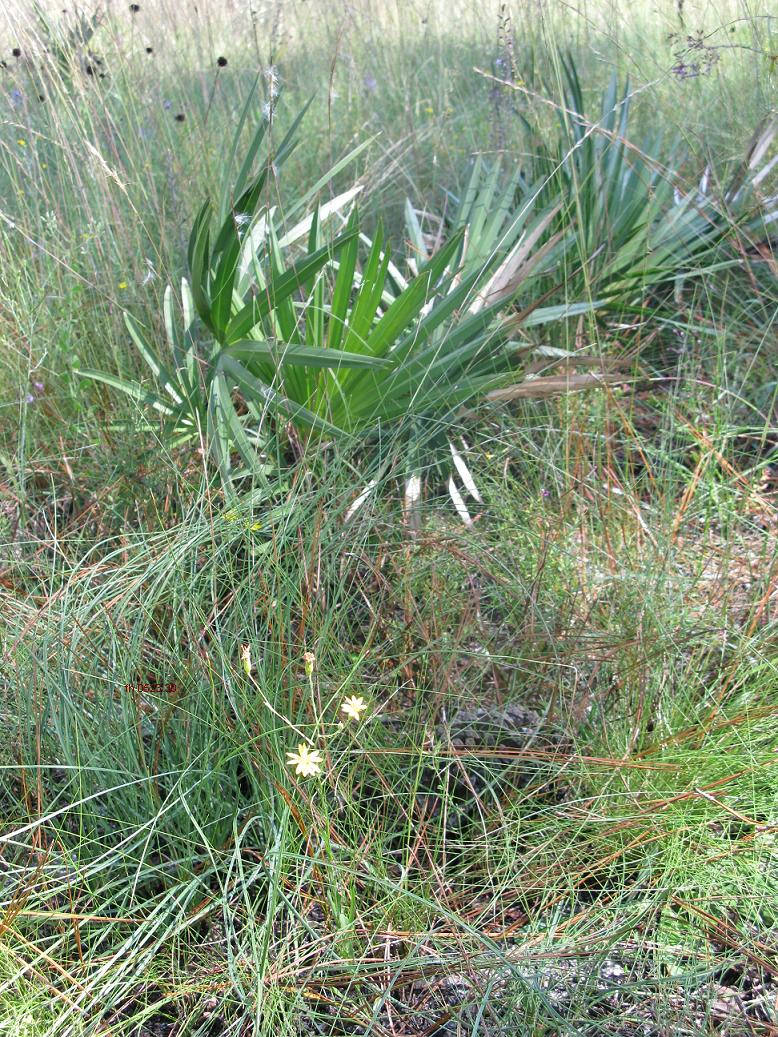
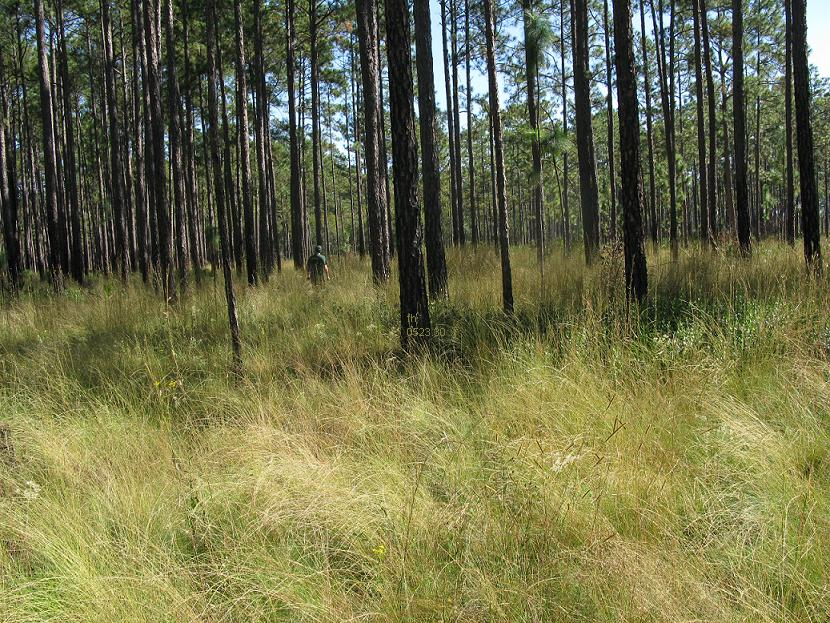